# Fem Kopier
Fem Kopier er en dansk stumfilm fra 1913, der er instrueret af August Blom efter manuskript af Christian Nobel.

## Handling
Denne artikel mangler et handlingsreferat. Hjælp os med at skrive det.